# Meringue
Cet article possède des paronymes, voir Méringue (danse) et Merengue.
La meringue est une pâtisserie très légère et très fine composée uniquement d'un mélange de blancs d'œufs et de sucre. Un peu d'acide peut être ajouté sous forme de citron ou d'acide tartrique.
La meringue possède une coquille dure à l'extérieur, et un intérieur mou et savoureux.  Des variantes existent en changeant les quantités et le type de sucre mais surtout la façon de l'incorporer à la masse.

## Origine
On découvre une recette de « neige sèche » (une meringue italienne) chez Lancelot de Casteau (1604) et une autre de « biscuits de sucre en neige », dans Le Pasticier françois de la Varenne (1653), mais le nom de « meringue » apparaît en 1692 dans le livre de cuisine de François Massialot.

### Étymologie
D'après Alain Rey, l'origine du mot est controversée. L'origine du mot « meringue » lui-même n'est pas connue avec certitude :
- L'origine polonaise Murzynka, « négresse », qui aurait désigné à l'origine une « meringue au chocolat », est peu probable[5].

- L'hypothèse allemande Meringel, un moment défendue, doit être rejetée car il est établi que c'est Meringel qui vient de Meringue[5].

- La filière latine, meringa, terme du bas-latin et forme altérée de merenda, « collation du soir », qui aurait transité par le néerlandais, doit être regardée avec circonspection à cause de l'absence de toute attestation de « meringue » dans le picard[5].

- Ni Alain Rey ni l'Oxford English Dictionary ne mentionnent comme origine possible Meiringen (prononcé Méringuè en suisse allemand), un village de la vallée de l'Aar en amont du lac de Brienz, en Suisse alémanique. Selon une légende locale, Gasparini, pâtissier suisse, y excellait en son art vers 1600, et le nom de son village aurait été donné à la préparation[6],[7]. Ce dessert aurait été servi le 3 juillet 1720[réf. nécessaire] à Marie Leszczynska, future épouse de Louis XV.

## Préparation
La meringue utilise la capacité du blanc d'œuf à enfermer des bulles d'air dans un réseau protéique (foisonnement). La dose de sucre est d'environ 40  à   100 grammes par blanc d'œuf en supposant un blanc d'un poids moyen de 30 g et sachant qu'un blanc peut dissoudre seulement jusqu'à 50 g de sucre.
Il y a trois modes différents de préparation se prêtant à différents usages.

### Meringue suisse

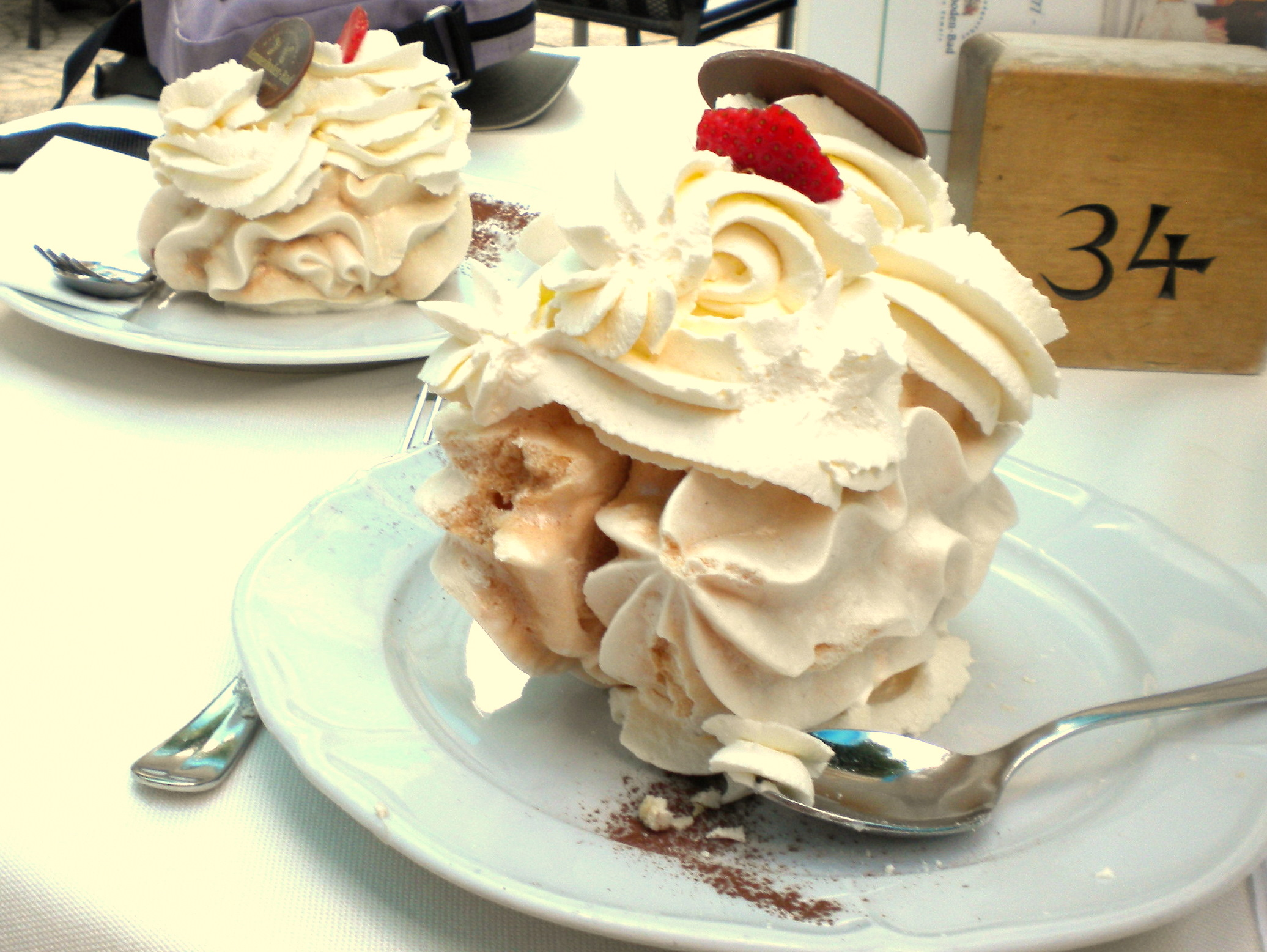
Meringue suisse.

La meringue suisse se réalise en montant des blancs d'œufs en neige avec du sucre glace sur un bain-marie.
Les blancs sont d'abord battus seuls au bain-marie puis, lorsque la préparation devient mousseuse, le sucre glace est incorporé en continuant à battre. Lorsque le mélange prend consistance, le battage est finalisé hors du feu.
L'aspect fini est lisse et brillant.
Elle est cuite une quinzaine de minutes à four plus chaud que pour la meringue française, aux alentours de 130 °C.
Sa consistance très ferme et moins friable que la préparation française permet de l'utiliser à la confection de décors. Les sujets sont formés sur plaque avant cuisson.
La durée de conservation peut aller jusqu'à trois semaines en bonne condition.

### Meringue française

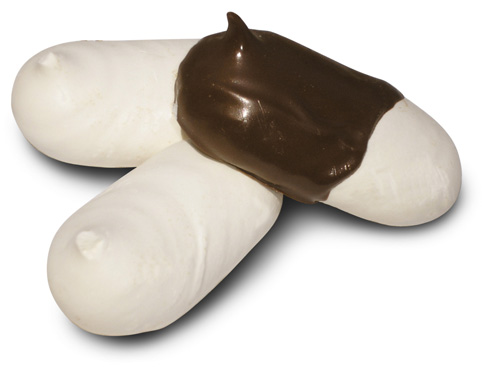
Meringue française.

La meringue française est la plus facile à faire. Elle se réalise en battant des blancs d'œufs avec du sucre semoule.
Les blancs sont battus seuls et lorsqu'ils sont bien mousseux, le sucre est alors incorporé tout en continuant à battre jusqu'à consistance bien ferme.
Pour ce type de meringues on préfère parler de séchage plutôt que de cuisson. Il y a deux façons différentes de procéder :
- Pour des meringues bien blanches, le séchage se fait à basse température. La préparation est mise au four à 85-90 °C pendant environ une heure pour des meringues petites à cœur tendre et jusqu'à plusieurs heures pour une préparation plus croustillante et surtout pour des grosses pièces. Dans le temps, les pâtissiers la cuisaient tout doucement toute une nuit. C'est la façon dite « à l'ancienne » ou « de Meiringen ».

- Pour des meringues dorées et plus goûteuses, les meringues sont saisies à four chaud à une température de 100 °C maximum pendant une vingtaine de minutes puis baissée autour de 80 °C pour une durée pouvant aller jusqu'à deux heures et demie en fonction du poids du produit. La masse est légèrement moins blanche car le sucre effectue une légère caramélisation. Mise au point par Angelo Rime à Botterens en Suisse dans les années soixante, c'est la façon dite « de Botterens »[8].

La consistance croustillante de la meringue en fait une pâtisserie à part entière destinée surtout à être consommée telle quelle. Mais elle entre aussi dans la préparation de pâtisseries, en fourrage sous forme entière ou en petits morceaux, rajoutant ainsi son croustillant bien spécial à d'autres pâtisseries. Les meringues peuvent être présentées couplées dos à dos avec une crème fouettée ou une crème glacée entre les deux. Normalement de couleur blanche, elles peuvent aisément être colorées pour créer par exemple des contrastes de couleurs avec d'autres ingrédients d'une pâtisserie composée. D'un goût plutôt neutre, elles se prêtent bien aussi à être aromatisées, le plus classiquement au cacao, à la vanille, à la noix de coco, au citron et décorées avec des amandes effilées.
Elles peuvent se conserver deux semaines en conditions optimales et jusqu'à trois mois au congélateur mais toujours bien au sec.

### Meringue italienne

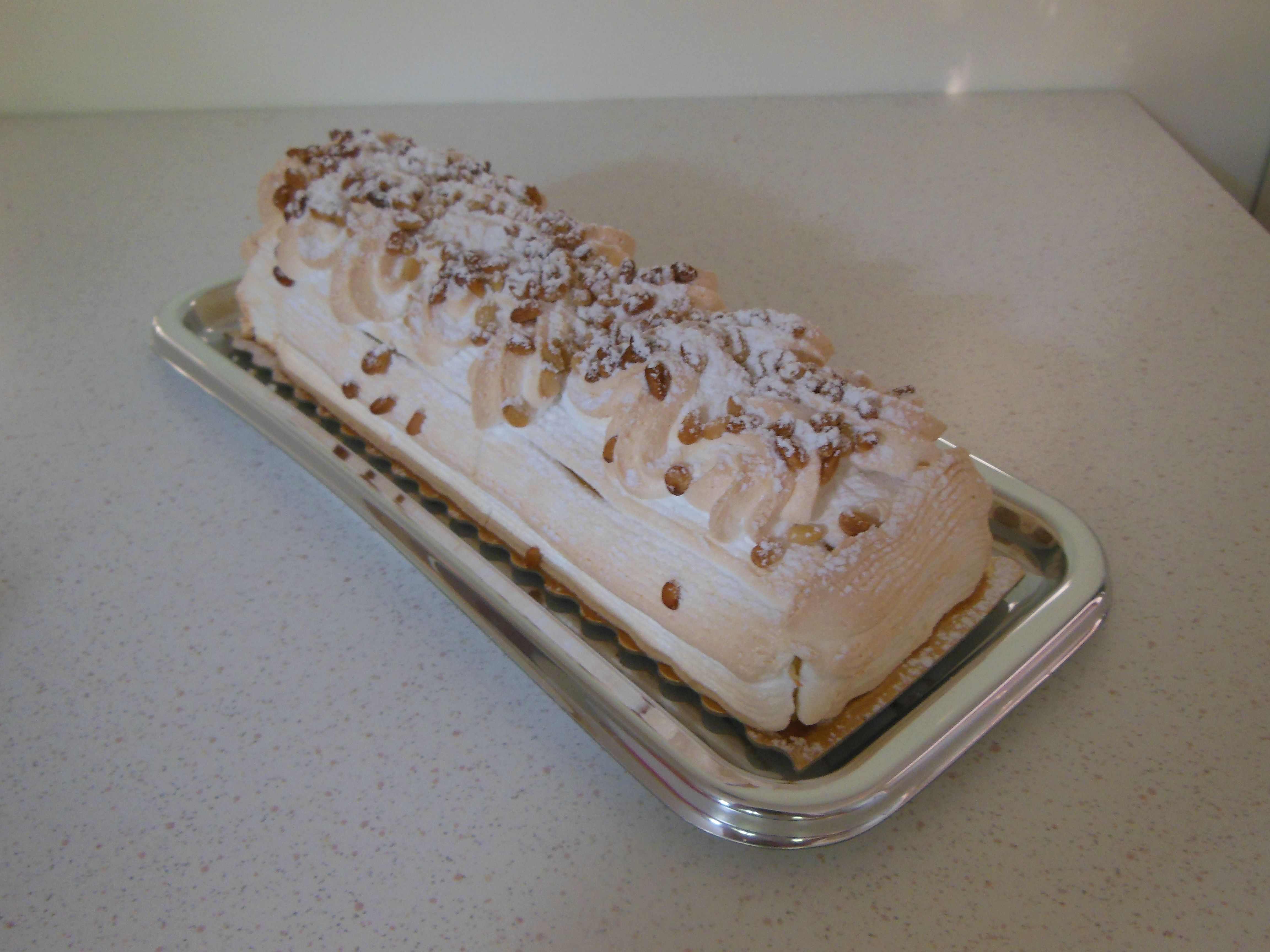
Côte d'Argent, enrobée de meringue italienne.

Contrairement à ce que son nom peut laisser penser, elle est typiquement issue de la pâtisserie française.
Elle se réalise en montant des blancs d'œufs en neige avec du sucre cuit. La meringue finale elle-même ne se cuit pas. 
Cuire préalablement le sucre au petit boulé (~115 °C). Battre les blancs jusqu'à ce qu'ils moussent puis verser le sucre en continuant à battre, et ce jusqu'à ce que l'appareil prenne en mousse serrée.
L'aspect fini est brillant et bien compact quoique très léger.
Elle sert à alléger d'autres préparations comme les mousses, les soufflés, la crème pâtissière. Elle sert de chemisage à d'autres pâtisseries comme tartes, entremets meringués ou omelette norvégienne. C'est aussi le principe de base de la confection des guimauves.
Pour un aspect plus appétissant elle peut être brièvement dorée à la salamandre, au chalumeau ou au tison. Elle ne se conserve pas plus d'une heure en condition de froid sec.

### Chimie
Lors de la préparation, le battage des blancs d'œuf rompt certaines liaisons hydrogène par cisaillement mécanique. C'est ce qui s'appelle une dénaturation des protéines. La pointe d'acide parfois ajoutée agit dans le même sens. Les protéines ont alors une structure leur permettant d'emprisonner des bulles d'air dans la masse. La difficulté est de ne pas battre plus que le temps nécessaire à l'obtention d'un appareil bien ferme. Au-delà, la pâte peut retomber car l'ovalbumine passe dans une troisième phase incapable de retenir les bulles. Une fois que cette phase est atteinte, il n'est plus possible de revenir en arrière et de les refaire monter car c'est la structure protéique elle-même qui a changé.
La moindre goutte de matière lipidique inhibe la formation de la structure alvéolaire si bien que, lors de la séparation des jaunes et des blancs d'œuf, une seule goutte de jaune - qui contient majoritairement des lipides - diminue la capacité de « montage » de moitié. C'est aussi pour cette raison que si l'aromatisation éventuelle se fait sous forme de concentré lipidique, elle n'est effectuée que juste à la fin du battage. Les bols en plastique sont souvent déconseillés car ils peuvent, par affinité, retenir en surface quelques traces de matières grasses même après lavage.
Le froid aide à la bonne tenue de la « pâte » c'est pourquoi le battage est parfois effectué en plaçant le récipient dans un « bain-marie » glacé.
Le sucre est indispensable à la bonne tenue de la meringue. Il n'est de fait pas possible de faire de meringues avec les édulcorants les plus courants. Au-delà de 100 °C le sucre et les protéines interagissent pour amorcer une réaction de Maillard et donne au produit fini un aspect pouvant aller du gris terne à l'ambré.
Le blanc et le sucre sont deux matières assez hygroscopiques, c'est pourquoi il est indispensable pour la conservation d'abriter le produit fini de toute humidité en le plaçant dans une boite hermétique et un local sec.

## Variantes

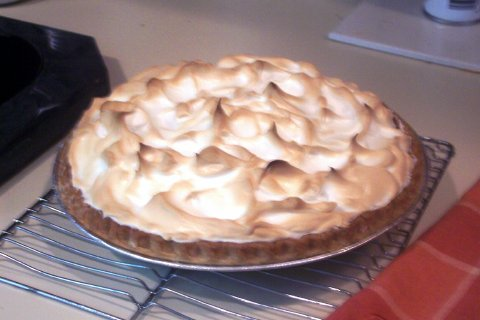
Tarte au citron meringuée.

En allemand, une meringue se nomme Baiser (sauf en Suisse) ; le mot est neutre, on dit « das Baiser » ou Küsschen. Les Luxemburgerli suisses se nommaient originellement des Baisers de Mousse.